# WWE SmackDown! vs. Raw
WWE SmackDown! vs RAW (frecuentemente acortado a WWE SvR y conocido en Japón como Exciting Pro Wrestling 6: SmackDown! vs. RAW), es un videojuego de lucha libre profesional lanzado para la consola PlayStation 2 por THQ y desarrollado por Yuke's. Este es parte de la serie WWE SmackDown y está basado en la promoción de lucha libre profesional World Wrestling Entertainment (WWE). Es la secuela del juego del año 2003 conocido como "WWE SmackDown! Here Comes the Pain" y fue sucedido por el juego "WWE SmackDown! vs. Raw 2006" en 2005.

## Modo de Juego
El juego es muy similar a su predecesor, pero añade algunas características clave. Los más publicitados fueron mejores gráficos del juego con un recuento de polígono mayor y además el juego de escalas de voz en el modo Temporada prestados por los luchadores de WWE reales. La adición de voice overs también estaba vinculado con el modo temporada es más lineal que Here Comes the Pain. Las líneas de la historia que se encuentren son generalmente los mismos para cada luchador, con las únicas diferencias son la diferencia de los opositores encontradas, dependiendo de que luchador se haya elegido. 
Varias nuevas características de juego se introducen, incluyendo pre-partido y en minijuegos. El pre-partidos son elegidos al azar antes de cada partida individual:
Prueba de resistencia - un botón se muestra en la pantalla y el primer jugador que pulse el botón domina al otro. Gana quien tenga dos de tres. 
Mirar hacia abajo - los luchadores para hablar entre sí antes del partido y después de un tiempo, presiona una "X" cuando se de la indicación. El primer luchador que presione el botón golpea al otro luchador. Al presionar el botón demasiado pronto hará que el luchador pierda la mirada hacia abajo. 
Empujones - un luchador inicia el partido presionando el botón X cuando se le solicite, haciendo que el luchador que empuje suavemente a su oponente. Un semicircular de metro aparece y el jugador debe detener la flecha en ciertos puntos del metro a empujar de nuevo con plenos poderes. Si el jugador no da el empujón correctamente, el otro jugador tiene un turno para empujar. El mejor de tres empujones gana. 
Varios minijuegos del juego también se introdujeron: 
Chop battle - inicia presionando hacia abajo y el botón "O" al mismo tiempo mientras que el oponente está en la esquina. La mecánica es similar a la miniserie de empujones. 
mini-juego de Nalgadas - en un Bra and Panthies Match, una luchadora podría entrar en una mini -juego de nalgadas. El jugador debe perfectamente presionar el botón tres veces consecutivas para ganar. Si el jugador lo hace, se reproduce una escena de besos. 
También se ha añadido al juego el sistema Clean/Dirty, que influyó en las tácticas de cada uno de los luchadores. Los jugadores pueden elegir si el luchador es limpio, sucio o neutral. Un luchador limpio o sucio tiene un metro que puede ser llenado mediante la realización de acciones sucias limpieza especial o se mueve. Luchadores de Limpieza con un medidor completo se puede permitir que un pico temporal de la invencibilidad, mientras que los luchadores sucio puede realizar un movimiento ilegal. La capacidad de mantener una comunicación hasta que el recuento de 5 de un salto de la cuerda una vez que se ha llegado también fue aplicado. 
El juego cuenta con diversos escenarios que llevaron a cabo eventos en la WWE en 2003 y 2004, también hay espacios en función de cada programa de televisión de la WWE.

## Roster
El roster está conformado por 44 Luchadores y 6 Divas, los que están resaltados en negrita hacen su debut o regresan a la saga.
| - RAW - A-Train - Batista - Chris Benoit - Chris Jericho - Christian - Chuck Palumbo - Edge - Garrison Cade - Kane - Matt Hardy - Randy Orton - Rhyno - Ric Flair - Sable - Shawn Michaels - Shelton Benjamin - Stacy Keibler - Tajiri - Triple H - Trish Stratus - Victoria | - SmackDown! - Big Show - Booker T - Bubba Ray Dudley - Charlie Haas - Chavo Guerrero - D-Von Dudley - Eddie Guerrero - Hardcore Holly - JBL - John Cena - Kurt Angle - Mark Jindrak - Molly Holly - Rene Dupree - Rey Mysterio - Rico - Rob Van Dam - Scotty 2 Hotty - The Undertaker - Torrie Wilson | - Leyendas - Andre the Giant - Animal - Bret Hart - Brutus Beefcake - Hawk - Jimmy Snuka - Kane (con Máscara) - Mankind - "Rowdy" Roddy Piper - The Rock - The Undertaker (Leyenda) |

## Campeonatos
| Campeonato                        | Campeón                         | Marca     |
| --------------------------------- | ------------------------------- | --------- |
| World Heavyweight Championship    | Randy Orton                     | RAW       |
| WWE Championship                  | JBL                             | SmackDown |
| WWE Intercontinental Championship | Chris Jericho                   | RAW       |
| WWE United States Championship    | Booker T                        | SmackDown |
| WWE Tag Team Championship         | Bubba Ray Dudley & D-Von Dudley | SmackDown |
| WWE World Tag Team Championship   | Chris Benoit & Edge             | RAW       |
| WWE Women's Championship          | Trish Stratus                   | RAW       |
| WWE Cruiserweight Championship    | Rey Mysterio                    | SmackDown |

## Banda sonora
- Anthrax & Public Enemy: Bring the Noize
- Breaking Benjamin: Firefly
- Breaking Benjamin: Polyamorous
- Core: The Angle
- Powerman 5000: Last Night on Earth
- Powerman 5000: Riot Time
- Powerman 5000: The Way It is
- Powerman 5000: When Worlds Collide
- Pre)Thing: Can't Stop
- Shocore: Bonecracker
- Styles of Beyond: Superstars
- Swollen Members: Bottom Line
- Tantric: Chasing After
- Zebrahead: Alone
- Zebrahead: Falling Apart

| Videojuegos de la WWE                          |                      |                                      |
| Predecesor: WWE SmackDown! Here Comes the Pain | Periodo: 2004 - 2005 | Sucesor: WWE SmackDown! vs. Raw 2006 |

- Datos: Q934720